# 天平架站
天平架站是廣州地鐵6號線的車站，位于中国广东省廣州市天河區沙太路兴华路三岔路口的地底，於2013年12月28日啟用。

## 車站結構

### 車站樓層
本站共有三層，地面為沙太路、興華路、天平架公交樞紐站及其它建築；地下一層為站廳；地下二層為設備區；地下三層為6號綫月台。
| 地下一层 | 站厅     | 售票機、客服中心、商店、警务室、安检设施、卫生间 |  |  |
| 地下二层 | 设备层   | 车站设备                                         |  |  |
| 地下三层 | 2 站台   | █6号线 潯峰崗方向（下站：沙河）                  |  |  |
|          | 岛式站台 |                                                  |  |  |
|          | 1 站台   | █6号线 香雪方向（下站：燕塘）                    |  |  |

### 站厅

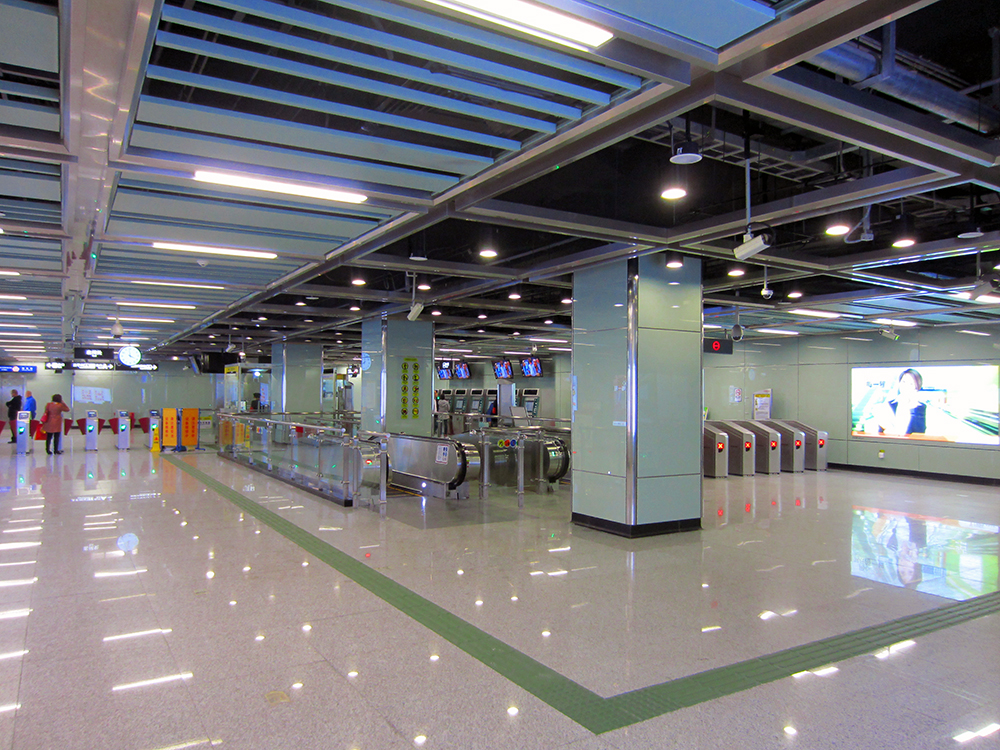
站廳

为方便行人进出，车站站厅西侧劃为付費區，非付費區位於站廳東端。收费区设有兩台扶手电梯、一组楼梯和一台专用电梯供乘客来往于站厅及月台层。
车站商店及自助服务方面，天平架站设有一座位於付費區內的便利店以及自动售卖机。另外，本站的卫生间設於A出口通道。

### 月台
本站設有一個島式月台，位於沙太路兴华路三岔路口南側的地底。

月台全景图（浔峰岗方向）

### 出入口
天平架站设有两个出入口，位于兴华路两侧的人行道上。
|                                                     |                                                           |      |          | |
| 編號                                                | 设施                                                      | 照片 | 出口指示 | 建議前往的目的地 |
| A                                                   | 盲道标志 · 轮椅升降台标志 · 无障碍通道标志 · 扶手电梯标志 |      | 兴华路   | 天平架公交总站、兴华路（地铁天平架站）公交车站（东行） |
| B                                                   | 盲道标志                                                  |      | 兴华路   | 沙太南路、广州市第七十五中学、广州银利茶叶博览中心、天平水果批发市场、兆联天平装饰材料城、兆联天平日杂批发市场、天平架公交车站（西行）、兴华路（地铁天平架站）公交车站（东行） |
| 註： 設有 \| 設有 \| 設有輪椅升降台 \| 設有扶手電梯 |                                                           |      |          | |

## 接驳交通
| 公交线路 \| 编号 \| 编号 \| 线路 \| 线路 \| 线路 \| 收费 \| 备注 \| \| ---- \| -------------------- \| ---------------------- \| --------------------- \| -------------------------- \| --------------------- \| ------------------------------- \| \| \| 46 \| 罗冲围（松南路） \| ⇆ \| 中科院化学所 \| 2元 \| \| \| \| 51 \| 万博中心 \| ⇆ \| 天平架 \| 3元 \| \| \| 上涌 \| 51 \| 区间快线 ⇆ \| 白云区医院 \| \| 3元 \| \| \| \| 85 \| 已于2023年6月18日停办 \| 已于2023年6月18日停办 \| 已于2023年6月18日停办 \| 已于2023年6月18日停办 \| 已于2023年6月18日停办 \| \| \| 109 \| 中山八路 \| ↺ \| 横枝岗路口（广医肿瘤医院） \| 2元 \| 使用无轨电车运营 \| \| \| 110 \| 天平架 \| ⇆ \| 文化公园（粤海关博物馆） \| 2元 \| \| \| \| 112 \| 已于2025年3月2日停办 \| 已于2025年3月2日停办 \| 已于2025年3月2日停办 \| 已于2025年3月2日停办 \| 已于2025年3月2日停办 \| \| \| 136 \| 天河公交场 \| ⇆ \| 南湖（大河马水上世界） \| 2元 \| \| \| \| 140 \| 员村 \| ⇆ \| 元岗（远洋天骄） \| 2元 \| \| \| \| 201 \| 先烈南路 \| ⇆ \| 犀牛角村 \| 2元 \| \| \| \| 236 \| 天平架 \| ⇆ \| 滘口客运站 \| 2元 \| \| \| \| 246 \| 广州火车东站 \| ⇆ \| 太和（丰泰横路） \| 3元 \| \| \| \| 252 \| 天平架 \| ⇆ \| 外环西路（青创汇） \| 3元 \| \| \| \| 297 \| 黄沙 \| ⇆ \| 樂意居花園 \| 2元 \| \| \| \| 502 \| 白云路 \| ⇆ \| 天健创意园 \| 2元 \| \| \| \| 502沙田班车 \| 已于2022年9月25日停办 \| 已于2022年9月25日停办 \| 已于2022年9月25日停办 \| 已于2022年9月25日停办 \| 已于2022年9月25日停办 \| \| \| 560 \| 广州大道北（南湖山庄） \| ⇆ \| 华景新城（翰景路） \| 2元 \| \| \| \| 785 \| 天平架 \| ↺ \| 地铁梅花园站 \| 2元 \| \| \| \| 808 \| 已于2025年5月1日停办 \| 已于2025年5月1日停办 \| 已于2025年5月1日停办 \| 已于2025年5月1日停办 \| 已于2025年5月1日停办 \| \| \| 大学城专线4大学城4线 \| 天平架 \| ⇆ \| 大学城（广大） \| 3元 \| 15分/班（寒暑假期间30–60分/班） \| \| \| 旅游公交3线 \| 中成路 \| ⇆ \| 琶洲石基村（黄埔古港） \| 3元 \| \| \| \| 夜5 \| 天平架 \| ⇆ \| 黄沙 \| 3元 \| 6路附属线路 \| \| \| 夜71 \| 燕塘企业 \| ⇆ \| 渔沙坦（渔中路） \| 3元 \| \| \| \| 夜74 \| 广州火车东站 \| ⇆ \| 太和（沙亭岗村） \| 4元 \| 504路附属线路 \| \| \| 高峰快线15 \| 已于2025年3月16日停办 \| 已于2025年3月16日停办 \| 已于2025年3月16日停办 \| 已于2025年3月16日停办 \| 已于2025年3月16日停办 \| \| \| 高峰快线34 \| 已于2023年8月20日停办 \| 已于2023年8月20日停办 \| 已于2023年8月20日停办 \| 已于2023年8月20日停办 \| 已于2023年8月20日停办 \| |                      |                        |                       |                            |                       |                                 |
| 编号 | 编号                 | 线路                   | 线路                  | 线路                       | 收费                  | 备注                            |
| | 46                   | 罗冲围（松南路）       | ⇆                     | 中科院化学所               | 2元                   |                                 |
| | 51                   | 万博中心               | ⇆                     | 天平架                     | 3元                   |                                 |
| 上涌 | 51                   | 区间快线 ⇆             | 白云区医院            |                            | 3元                   |                                 |
| | 85                   | 已于2023年6月18日停办  | 已于2023年6月18日停办 | 已于2023年6月18日停办      | 已于2023年6月18日停办 | 已于2023年6月18日停办           |
| | 109                  | 中山八路               | ↺                     | 横枝岗路口（广医肿瘤医院） | 2元                   | 使用无轨电车运营                |
| | 110                  | 天平架                 | ⇆                     | 文化公园（粤海关博物馆）   | 2元                   |                                 |
| | 112                  | 已于2025年3月2日停办   | 已于2025年3月2日停办  | 已于2025年3月2日停办       | 已于2025年3月2日停办  | 已于2025年3月2日停办            |
| | 136                  | 天河公交场             | ⇆                     | 南湖（大河马水上世界）     | 2元                   |                                 |
| | 140                  | 员村                   | ⇆                     | 元岗（远洋天骄）           | 2元                   |                                 |
| | 201                  | 先烈南路               | ⇆                     | 犀牛角村                   | 2元                   |                                 |
| | 236                  | 天平架                 | ⇆                     | 滘口客运站                 | 2元                   |                                 |
| | 246                  | 广州火车东站           | ⇆                     | 太和（丰泰横路）           | 3元                   |                                 |
| | 252                  | 天平架                 | ⇆                     | 外环西路（青创汇）         | 3元                   |                                 |
| | 297                  | 黄沙                   | ⇆                     | 樂意居花園                 | 2元                   |                                 |
| | 502                  | 白云路                 | ⇆                     | 天健创意园                 | 2元                   |                                 |
| | 502沙田班车          | 已于2022年9月25日停办  | 已于2022年9月25日停办 | 已于2022年9月25日停办      | 已于2022年9月25日停办 | 已于2022年9月25日停办           |
| | 560                  | 广州大道北（南湖山庄） | ⇆                     | 华景新城（翰景路）         | 2元                   |                                 |
| | 785                  | 天平架                 | ↺                     | 地铁梅花园站               | 2元                   |                                 |
| | 808                  | 已于2025年5月1日停办   | 已于2025年5月1日停办  | 已于2025年5月1日停办       | 已于2025年5月1日停办  | 已于2025年5月1日停办            |
| | 大学城专线4大学城4线 | 天平架                 | ⇆                     | 大学城（广大）             | 3元                   | 15分/班（寒暑假期间30–60分/班） |
| | 旅游公交3线          | 中成路                 | ⇆                     | 琶洲石基村（黄埔古港）     | 3元                   |                                 |
| | 夜5                  | 天平架                 | ⇆                     | 黄沙                       | 3元                   | 6路附属线路                     |
| | 夜71                 | 燕塘企业               | ⇆                     | 渔沙坦（渔中路）           | 3元                   |                                 |
| | 夜74                 | 广州火车东站           | ⇆                     | 太和（沙亭岗村）           | 4元                   | 504路附属线路                   |
| | 高峰快线15           | 已于2025年3月16日停办  | 已于2025年3月16日停办 | 已于2025年3月16日停办      | 已于2025年3月16日停办 | 已于2025年3月16日停办           |
| | 高峰快线34           | 已于2023年8月20日停办  | 已于2023年8月20日停办 | 已于2023年8月20日停办      | 已于2023年8月20日停办 | 已于2023年8月20日停办           |

## 利用狀況
天平架公交總站與天平日雜批發市場分別位於天平架站兩端的地面，同時車站附近亦有其它批發市場，城中村及住宅小區，因此本站客流較為可觀。本站主要的客流以接駁方式換乘公交的远处居民以及鄰近居民，以及攜帶大件包裹或者手拖車的批发商为主。
本站作为天河客运站的工作日早高峰辅控站，于工作日7时45分至9时整会实行常态化客流控制措施，以缓解6号线的运输压力。

## 历史
在1997年的《廣州市城市快速軌道交通線網規劃研究（最終報告）》中，當時的7號綫设有天平架站，後來於2003年方案中，當時的7號綫易名为6号线，同样设有天平架站，车站位置与现时基本一致。随后本站在2009年正式开工建设。
2012年9月13日，本站与东湖站正式开始供电设备安装施工。2012年10月9日，水荫路至天平架盾构区间贯通，标志着首期全线使用盾构法施工的隧道全部完成。
2013年12月28日，本站隨6號線首期開通試運營而啟用。
2022年年末疫情期间，本站曾受防控措施影响，于11月26日至11月30日下午暂停服务。